# Björn Gustafsson
Lars Björn Gustafsson (Diseröd, 19 febbraio 1986) è un attore svedese.

## Filmografia parziale

### Cinema
- Il viaggio di Jeanne (Les grandes personnes), regia di Anna Novion (2008)
- Kenny Begins, regia di Mats Lindberg e Carl Åstrand (2009)
- Klovn: The Movie, regia di Mikkel Nørgaard (2010)
- Kronjuvelerna, regia di Ella Lemhagen (2011)
- Cockpit, regia di Mårten Klingberg (2012)
- Tina & Bettina: The Movie, regia di Simen Alsvik (2012)
- Spy, regia di Paul Feig (2015)
- Unga Astrid, regia di Pernille Fischer Christensen (2018)
- Lyrro - Ut & invandrarna, regia di Peter Dalle (2018)
- Ring mamma!, regia di Lisa Aschan (2019)
- Nelly Rap - Agente Antimostri (Nelly Rapp - Monsteragent), regia di Amanda Adolfsson (2020)

### Televisione
- Morgonsoffan - serie TV, 12 episodi (2008)
- Nissene over skog og hei - serie TV, 24 episodi (2011)
- Kontoret - serie TV, 18 episodi (2012-2013)
- Barna Hedenhös uppfinner julen - serie TV, 24 episodi (2013)
- People of Earth - serie TV, 20 episodi (2016-2017)
- Ture Sventon och jakten på ungdomens källa - serie TV, 10 episodi (2021)
- Alla utom vi - serie TV, 15 episodi (2021-2024)
- Koppla av - serie TV, 10 episodi (2024)